# Гуарионекс

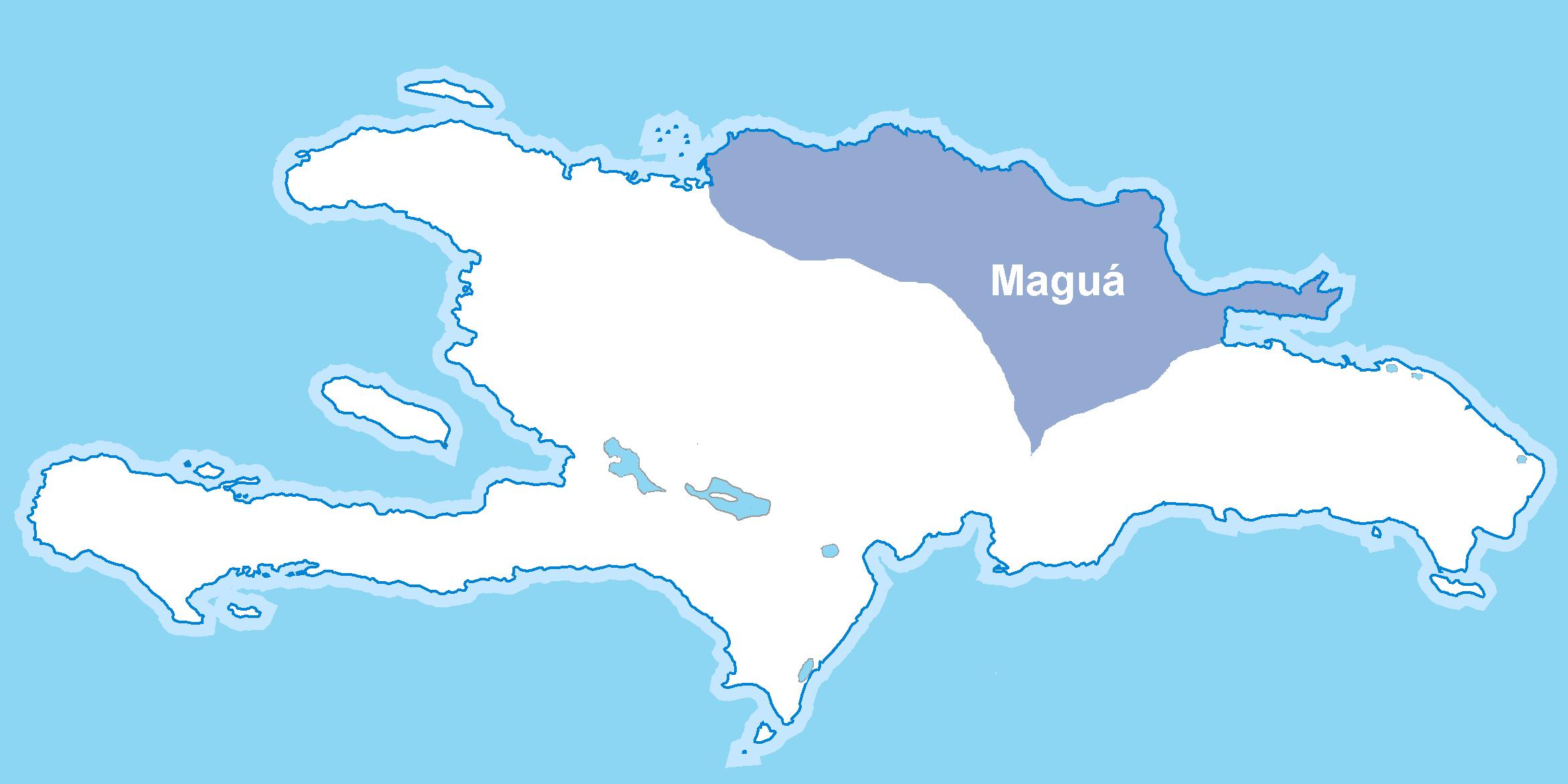
Область Магуа на острове Гаити, где правил касик Гуарионекс.

Гуарионекс (ум. 1502) — один из пяти верховных индейских касиков (вождей) на острове Эспаньола (Гаити). Правитель области Магуа.
Испанский адмирал Христофор Колумб ввёл на Гаити подать, по условиям которой местные индейцы были обязаны каждые три месяца приносить наполненный золотом бубенчик. Касик Гуарионекс предложил Колумбу вместо этого засеять для испанцев огромные площади, «и это было столько, что позволило бы в течение десяти лет кормить всю Кастилию» и снабдить её сельскохозяйственной продукцией.
Однако Бартоломео Колумб, интересовавшийся только золотом, отверг это предложение. Тогда Гуарионекс со своим племенем стал готовиться к борьбе с испанцами. Узнав об этом, Колумб атаковал индейцев первым. Испанцы напали на индейцев ночью, что у них было не принято и потому явилось полной неожиданностью. Колумб нанёс большой урон противнику и захватил в плен самого касика и других представителей знати. По просьбам индейцев Бартоломео Колумб вскоре освободил Гуарионекса и других пленных вождей, но не отменил свою подать.
Касик Гуарионекс вместе с семьей и приближенными бежал во владения своего друга, касика Майобанекса. Последний предоставил беглецам приют. Своим поступком Майобанекс навлёк на себя гнев испанцев. Прознав о месте, где скрывается Гуарионекс, Колумб выступил на земли Майобанекса. Отряды индейцев пытались преградить путь испанцам, все их усилия были тщетны. Индейцы, боясь приближаться к лошадям, только издали обстреливали испанцев из луков и не принесли им вреда. Колумб дошёл до резиденции Майобанекса и пообещал касику вечную дружбу, если он выдаст ему Гуарионекса. По мнению испанцев Гуарионекс, отказавшийся платить подать и бежавший из своих владений, должен был понести суровое наказание. Колумб угрожал разорить все вокруг, если касик Майобанекс откажется выдать своего друга. Майобанекс попытался объяснить испанцам мотивы своего поступка. Разгневанный Колумб приказал испанцам напасть на индейский лагерь. Индейцы потерпели поражение и бежали. Вскоре испанцы поймали Майобанекса и заключили его в крепость Консепсьон.
Гуарионекс вначале смог скрыться, но затем покинул своё убежище, мучимый голодом. Вскоре касик был выдан индейцами испанцам. В течение трёх лет Гуарионекс находился в крепости Консепсьон, где его содержали в отдельной камере. В 1502 году в кандалах он был отправлен в Испанию на одном из кораблей флотилии, которая вышла в море вопреки предостережениям Колумба о надвигающейся буре. У острова Саона флотилию настиг циклон, и она потеряла более двадцати кораблей. Около пятисот человек погибло во время кораблекрушения, среди них большое количество индейцев. Утонул и Гуарионекс.